# Lichaampje van Malpighi
Het lichaampje van Malpighi of corpusculum Malpighii is vernoemd naar zijn ontdekker Marcello Malpighi (1628-1694). Malpighi was een van de eersten die de microscoop gebruikte om organen te bestuderen. Het lichaampje van Malpighi (nierlichaampje) heeft een doorsnee van ongeveer 0,2 millimeter en is een onderdeel van het nefron in de nieren. Het lichaampje bestaat uit twee onderdelen, te weten het kapsel van Bowman en de glomerulus.
Onder arteriële druk vindt in het nierlichaampje filtratie van het bloed plaats. Het filtraat, de primaire urine, wordt opgevangen in de filtratieruimte, die het doorgeeft aan de niertubulus. Hier wordt het filtraat bewerkt en geconcentreerd.
Elk nierlichaampje is aan zijn vaatpool gebonden met een vas afferens (aanvoerend bloedvat) en een vas efferens (afvoerend bloedvat). In het nierlichaampje splitst het vas afferens zich in 2-5 primaire takken, die zich opdelen in een dicht capillair kluwen zonder veel anastomosen.